# Área no incorporada

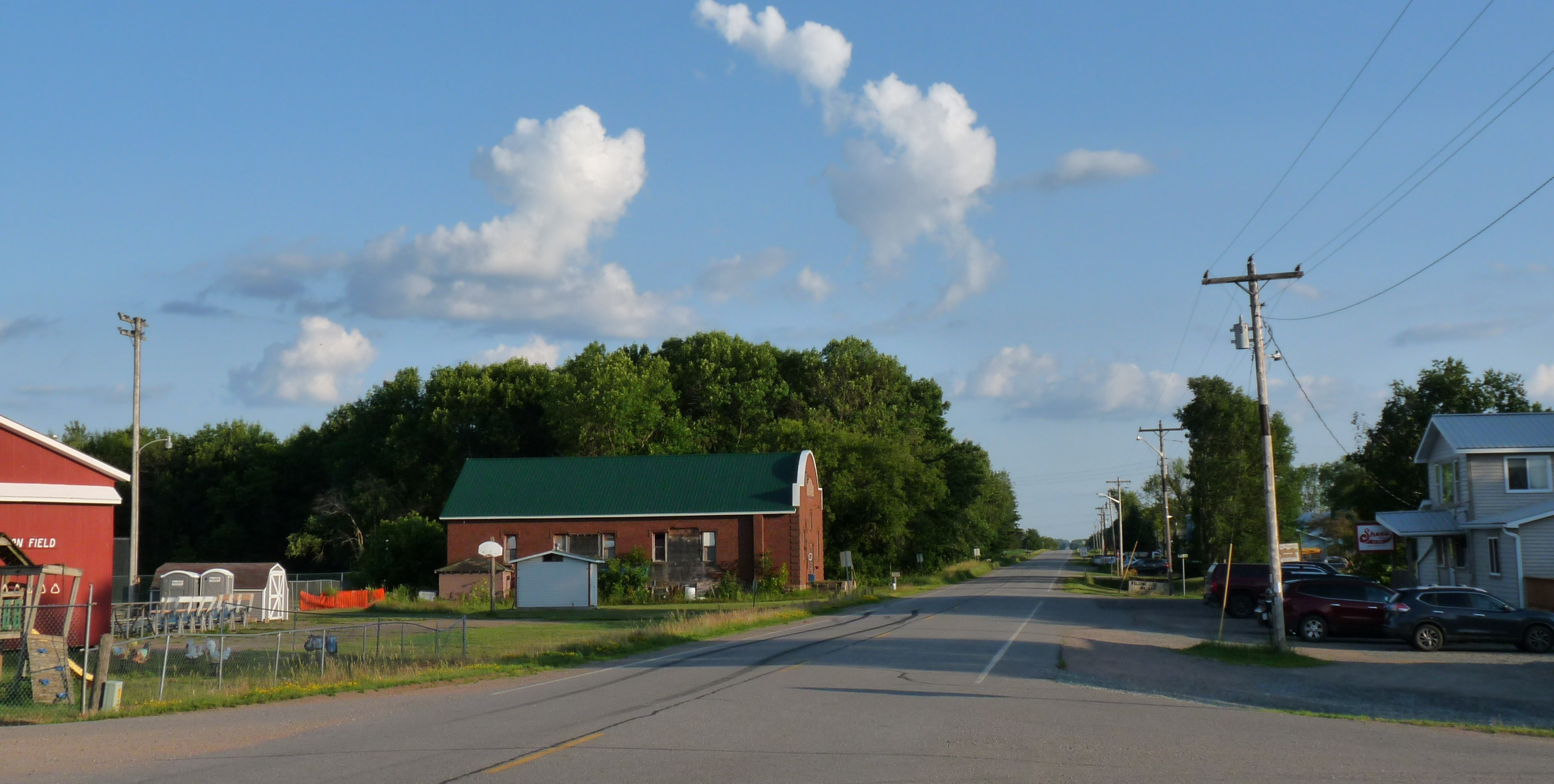
Willard es una comunidad no incorporada en el condado de Clark, Wisconsin.

En el derecho de tradición anglosajona, un área no incorporada es un territorio que no está constituido por sí mismo en una corporación local; «incorporar», en este contexto, significa constituirse en entidad local y formar una corporación municipal o comunal para ejercer su propia administración.
Así, una comunidad no incorporada está administrada por una unidad administrativa superior, municipio, comuna, borough, condado, estado, provincia, cantón, parroquia, o país. Aunque no es común, algunas veces los pequeños pueblos con crisis fiscales se «desincorporan», pierden su autonomía, para integrarse y recibir ayuda de una administración más grande.
Es el equivalente a lo que se denomina en España como entidad local menor.

## Estados  Unidos
En el gobierno local de los Estados Unidos una comunidad no incorporada es un término general para un área geográfica que tiene una identidad social común pero no está organizada como una entidad local. En los Estados Unidos hay dos tipos de comunidades no incorporadas:
- Un barrio u otra comunidad que forma parte de una entidad local más amplia, ciudades o pueblos, de cuyo gobierno municipal depende, pero manteniendo su personalidad. Por ejemplo,  Hyannis, Massachusetts es una villa no incorporada que forma parte de la comunidad incorporada de Barnstable.

- Un barrio u otra comunidad que forma parte de un territorio también no incorporado, que no cuenta con un gobierno local propio. Algunas comunidades, como Nutbush, Tennessee son pequeños asentamientos rurales de poca población y otras comunidades, como Springfield, Virginia están densamente pobladas, son áreas urbanizadas que nunca han sido incorporados a pesar de su gran población.